# Прва српска читаоница
Прва српска читаоница или Читалиште у Иригу основано је 1841. године по угледу на Матицу српску, а основао га је крушедолски архимандрит Димитрије Крестић уз помоћ тамошњих младих Срба.

## O читаоници
Оснивачка скупштина одржана је 23. децембра 1841.и том приликом изгласан је Устав и изабрана управа. Кирило Неофитовић изабран је за председника, трговац Гаврило Васић за потпредседника, трговац Ђорђе Поповић за надзиритеља, Никола Николић за благајника и Аца Васић за секретара. Читаоница је смештена у "Србској школи" и свечано отворена 1.јануара1842. Имала је на располагању три просторије са четири већа и једним мањим столом.
Циљ оснивања Читалишта био је да се, осим књига на страним језицима, купује свака српска књига или новина, нарочито књиге које је издавала Матица српска, како би се помогла српска књижевност. Члан је могао да буде сваки Србин из Ирига и околине а цена чланарине је била пет форинти. У Иригу су се могле пронаћи српске, пештанске, београдске, хрватске и немачке новине, а даље су се новине слале у суседна места на по три дана. Такође, књиге су из Ирига слате на читање у Митровицу, Руму, Земун и Београд.
Током 1842. године Читаоница је радила и под називом "Дружство Читаонице србске".
Познато је и да је Читалиште поклањало књиге Српској библиотеци у Братислави. Читаоница је на поклон добила и Голубицу за 1839-1841 Глигорија Возаровића са његовим потписом.

### Читалиште данас
Данас Српска читаоница у Иригу располаже фондом од двадесетак хиљада књига и богатом збирком слика. Смештена је у нов, наменски грађен простор. У едицији Стражилово објавила је више од двеста наслова из области књижевности и науке.
О угледу Српске читаонице и континуитету њеног деловања говори и плејада почасних чланова међу којима су Владимир Јовановић, Љубомир Ненадовић, Јован Јовановић Змај, Вељко Петровић, Иво Андрић.
За свој допринос у развоју културе и писане речи Читаоница је добила Вукову награду, Сурепову награду за резултате постигнуте у развоју библиотечке делатности, као и многе друге значајне награде.

## Сабор библиотекара Срема
Сабор је годишња манифестација у организацији Читаонице, првобитно као место окупљања библиотекара из Срема а сада из целе Србије. Одржава се првог петка у октобру. Први сабор је одржан 1962.